# 내용 주소화 기억장치
내용 주소화 기억장치(Content-addressable memory)는 매우 빠른 속도를 요하는 탐색 애플리케이션에서 사용되는 특수한 메모리이다. 보통 CAM으로 줄여 말하며, 연관 메모리(associative memory), 연관기억장치라고도 한다.

## 하드웨어 연관 배열(Hardware associative array)
사용자가 메모리 주소를 주면 해당 주소의 데이터가 전달되는 RAM과는 달리, CAM에서는 사용자가 검색어를 제공하면, CAM은 자신의 메모리 공간 전체를 탐색하여 해당 검색어가 위치하고 있는 주소 및 경우에 따라서는 검색어와 연관된 데이터를 반환한다.

## TCAM(Ternary CAM)
이진(Binary) CAM이 1과 0으로 이루어진 검색어만을 사용한다면, TCAM은 1과 0이외에 "X"(Don't care)를 허용하여, 검색에 보다 유연성을 제공한다. 예를 들어, TCAM이 "10XX0"으로 검색하면, "10000", "10010", "10100", "10110"의 네 개의 검색어에 대한 검색이 수행된다. 이러한 새로운 유연성은 추가적인 비용을 요구하는데 TCAM는 이진 CAM에 비해 "X"상태를 저장하기 위한 추가적인 메모리를 요구한다.